# Tao Tao – Tiergeschichten aus aller Welt
Tao Tao – Tiergeschichten aus aller Welt (japanisch タオタオ絵本館 世界動物ばなし Tao Tao ehonkan – Sekai dōbutsu-banashi, deutsch ‚Tao Tao Bilderbuchhaus – Welttiergeschichten‘) ist eine japanische Zeichentrickserie (Anime) mit 52 Episoden aus den Jahren 1983–1985.

## Inhalt
Der Titelheld Tao Tao ist ein kleiner Pandabär, der gemeinsam mit seiner Mutter Panda im Waizantal in China lebt und mit seinen Freunden, u. a. dem Affen Kiki, dem Hasen Puu und dem Eichhörnchen Puru, die Zeit verbringt. In jeder Folge erzählt ihnen die weise Mutter Panda passend zu einer aktuellen Situation eine der vielen moralunterlegten Geschichten und Fabeln, die sie von ihrer Mutter gelernt hat. Diese handeln von Lebewesen aus aller Welt, wie z. B. dem Regenbogenvogel, dem Himmelskalb, dem hässlichen Entlein oder auch den Bremer Stadtmusikanten.
Das Titellied in der deutschen Fassung wurde von Karel Svoboda komponiert und von Erika Bruhn (von dem bekannten Gesangsduo Gitti und Erika) gesungen.

## Produktion und Veröffentlichung
| Figur        | Originalsprecher  | Deutscher Sprecher                                |
| ------------ | ----------------- | ------------------------------------------------- |
| Tao Tao      | Tarako Isono      | Christian Bey (Ep. 1–5) Manou Lubowski (Ep. 6–52) |
| Mutter Panda | Taeko Nakanishi   | Doris Jensen                                      |
| Kiki         | Minori Matsushima | Marc Stephan                                      |
| Hase Puuh    |                   | Oliver Grimm                                      |
| Kikis Mutter |                   | Marion Hartmann                                   |

Die Serie wurde vom ZDF mitproduziert und lief dort als deutsche Erstausstrahlung vom 28. Januar bis 21. April 1984 (Folgen 1–13), vom 1. September bis 14. November 1984 (Folgen 14–25) und vom 23. Oktober 1985 bis 14. Mai 1986 (Folgen 26–52). Shuichi Nakahara und Tatsuo Shimamura waren für die Entwürfe und Regie zuständig. Neben der Serie gibt es auch noch einen Film über den Pandabären Tao Tao – Der kleine Pandabär (1981).
2004 veröffentlichte Universal Music für den deutschsprachigen Raum die ersten 42 Episoden auf zehn Einzel-DVDs. Die restlichen Folgen wurden jedoch nicht mehr herausgebracht. Stattdessen veröffentlichte Ufa Kids zwischen September 2008 und September 2009 die komplette Serie in vier 2-DVD-Sets mit jeweils 13 Folgen.
Der Bastei-Verlag veröffentlichte 43 Comic-Hefte mit Tao-Tao-Geschichten, die fast alle vom Comicstudio Interpubli/Barcelona gezeichnet wurden. Die Titelbild-Illustrationen dieser Comic-Serie wurden alle (bis auf 3) von André Roche / München realisiert, der auch die Modellvorlagen für die Kinderüberraschungs-Sonderaktion von Ferrero des Jahres 1985 lieferte.
Weiterhin erschienen noch vier Taschenbücher und drei Alben, die sich mit den Geschichten des Pandas beschäftigen.

## Episoden
Staffel 1
1. Die Krähe mit der roten Kappe
2. Kleiner Hase, großer Löwe
3. Die Schlange und der Tausendfüßler
4. Die hochnäsigen Froschschwestern
5. Der Krokodilkönig
6. Das große Gerücht
7. Die weiße Kamelstute
8. Die falsche Fledermaus
9. Der eitle Geier
10. Die seltsamen Freunde
11. Die große Frage der kleinen Maus
12. Der selbstsüchtige Wetterhahn
13. Der unzufriedene Schmetterling
14. Der große Vogelzug
15. Das Abenteuer der beiden kleinen Fische
16. Die Hochzeit des Elfenmädchens
17. Die drei kleinen Schweinchen
18. Das Wolkenzebra
19. Der Regenbogenvogel
20. Der kleine Hund und der große Knochen
21. Die plappernde Schildkröte
22. Das häßliche Entlein
23. Der Nordwind und die Eule
24. Der gestiefelte Kater
25. Das Geschenk des Fisches
26. Die verschwundenen Lichterelfen

Staffel 2
1. Der kluge Frosch
2. Stadtmaus und Feldmaus
3. Fauler Ronny, fleißiger Micky
4. Die besten Freunde der Welt
5. Die lange Wanderung
6. Familie Reiher und der Fuchs
7. Das Himmelskalb
8. Der eingebildete Hase
9. Die zwölf Monate
10. Die mutige Wasserschildkröte
11. Die drei blauen Affen
12. Der goldene Vogel
13. Das Eichhorn und die Prinzessin
14. Die falschen Wünsche
15. Die Ameise und der Grashüpfer
16. Der Sonnenhund
17. Der Vogel Wehmus
18. Das Regenbärchen
19. Tok und Mok
20. Die gute Idee des Waschbären
21. Das Feuer
22. Die Bremer Stadtmusikanten
23. Die dankbare Maus
24. Maksil und Maliket
25. Kalif Storch
26. Der Traumelefant